# Chauliodoniscus reyssi
Chauliodoniscus reyssi là một loài chân đều trong họ Haploniscidae. Loài này được Chardy miêu tả khoa học năm 1974.